# Метризація в Канаді

Логотип метричної системи, що вживався в Канаді у 1970-1980-х роках.
Є стилізованим зображенням букви «М» (Metric) і Канадський кленовий листок.

Метриза́ція в Канаді — впровадження метричних одиниць вимірювання — метрів, кілограмів і градусів Цельсія — у загальноприйняті одиниці в Канаді, що розпочалося 1970-го року з ініціативи ліберального уряду П'єра Трюдо. Далекий від завершення процес переходу був зупинений 1985-го року новим консервативним урядом Канади Браяна Малруні.
Хоча Канада у багатьох галузях і перейшла на метричну систему, імперська система все ж залишається популярною, особливо у побуті. Причинами цього є тісні зв'язки з Великою Британією, історичні традиції, близькість до США, сильний супротив частини громадськості в перехідний період (1970—1985)
.

## Перед впровадженням метричної системи
До 1970-х років у Канаді була у вжитку імперська система вимірювань, що мала офіційну назву «Канадські одиниці вимірювань» (англ. Canadian units of measurement) у законі «Акт про Ваги і Виміри в Канаді» (англ. Weights and Measures Act (Canada)). Одиниці вимірювань були тотожні вживаним у США (ярд, фут, дюйм, фунт, градус Фаренгейта), за винятком об'ємів.
Оперування такими одиницями потребує додаткових математичних операцій, оскільки кратність одиниць не є рівною десяти. Наприклад, 1 ярд = 3 фути = 36 дюймів, 1 галон = 321 кубічний дюйм = 128 рідких унцій = 256 столових ложок = 768 чайних ложок = 16 склянок = 4 рідкі кварти.
1871-го року прем'єр-міністр Канади Джон Александр Мак-Дональд узаконив метричні одиниці, але наступні сто років це залишалося лише на папері.
Починаючи зі середини 20-го століття англомовні країни почали відмовлятися від імперської системи, переходячи на метричну. Для тих, хто в цей час переселявся до Канади, було незвично і незручно користуватися в повсякденні імперськими одиницями.
До початку 70-х років представники різних груп населення і бізнесу (включно з освітянами, міжнародними торгівельниками тощо) почали лобіювати впровадження метричної системи в Канаді.

## Перехід на метричну систему

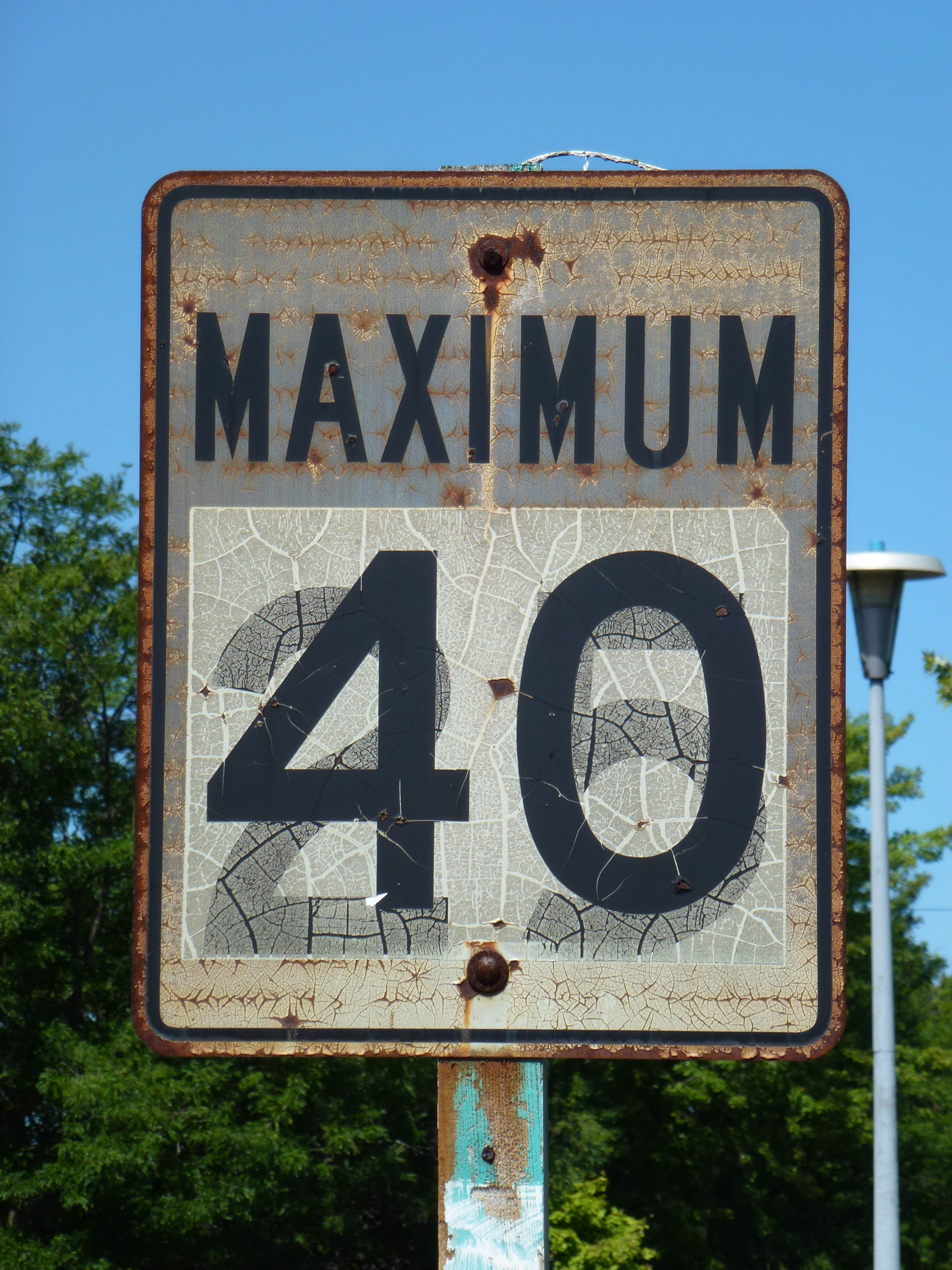
Старий знак обмеження швидкості, перемальований у метричну систему. (Болтон, Онтаріо)

1970-го року ліберальний уряд П'єра Трюдо ухвалив Білль C-163 і розпочав роботи з впровадження метричної системи. Потреба у метричній системі була викладена у Білій книзі (англ. White Paper on Metric Conversion in Canada), після чого була утворена так звана «Метрична Комісія» (англ. Metric Comission). Невдовзі вже існували більше сотні секційних підкомісій з представниками різних галузей господарства, які розробляли плани переходу на систему СІ і наглядали за їх втіленням у життя.
До середини 70-х були впроваджені товарні ярлики з метричними одиницями (англ. Consumer Packaging and Labelling Act). Досить швидко всі провінції Канади погодилися, що у 1977 році всі дорожні знаки будуть у метричній системі. Всього за три дні довгого уїк-енду у вересні 1977 (субота, неділя і День праці) всі знаки обмеження швидкості були замінені з миль (mph) на кілометри (kph). З того ж часу спідометри всіх нових авто, що поступали в продаж, повинні були показувати швидкість і пройдену віддаль у кілометрах. Дорожні знаки, що показували віддалі, протягом наступних кількох місяців були замінені метричними. До 1979 року всі лічильники на автозаправках були переведені на літри
.
Починаючи з 1976-го року закон почав вимагати, щоб усі упаковки продуктів містили інформацію про вагу і об'єм в одиницях системи СІ. При цьому можна було зберігати позначення і в імперських одиницях. Молоко повсюдно позначалося в літрах, починаючи з 1980-го року. 1 квітня 1975 прогноз погоди вперше був поданий у градусах Цельсія, а через кілька місяців уся інформація про погоду (кількість опадів, швидкість вітру, видимість, атмосферний тиск) подавалася в метричних одиницях.
Уряд Канади замовив низку коротких телепередач, частина з них — мультиплікаційні, які дохідливо пояснювали метричні одиниці у побуті. Взірці телепередач — «Сніг і метрична система» на YouTube, «Витрата пального» на YouTube, «Дорожні знаки» на YouTube, «Погода» на YouTube.

### Супротив метризації
Процес переходу на метричну систему не проходив без супротиву, особливо зі сторони компаній, що займалися постачанням бензину та дизельного палива. Так, у 1983 році член парламенту Білл Домм (англ. Bill Domm) об'єднав 37 інших членів парламенту від прогресивно-консервативної партії і демонстративно відкрив неподалік Оттави і Карлтон-Плейс автозаправну станцію «Свобода виміру» (англ. Freedom to Measure), на якій пальне відпускалося в літрах і галонах. Парламентарії опиралися на антиметричну петицію, що містила 200 тисяч підписів, і були готові заплатити 100 тисяч доларів штрафу, проте до штрафу справа не дійшла, оскільки за два роки до влади прийшла консервативна партія.
Протягом цього періоду кілька державних службовців втратили роботу через їхню опозицію до метричної системи. Найбільш відомим був Ніл Фрейзер (англ. Neil Fraser), чиновник з податкової інспекції Канади, який публічно виступав проти обов'язкової метричної конвертації. Його виступи відзначалися їдким тоном, аж до злості. Фрейзер був звільнений за «поведінку, неприйнятну для державного службовця», кілька разів пробував судитися, але всі апеляції були відхилені, оскільки, маючи свободу висловлювань, він, як державний службовець, зобов'язаний був виконувати рішення уряду.
Особливий супротив був градусам Цельсія. Шпальти газети Toronto Star стали місцем нападок на градуси Цельсія, втім, переважно занадто емоційними, необгрунтованими, і часто невірними.
Взірці тогочасних коментарів
:
|  | 1 квітня метричні гноми Оттави офіційно оголосили кінець Фаренгейту і початок Цельсія. Оригінальний текст (англ.) On April 1 the metric gnomes of Ottawa officially decreed an end to Fahrenheit and a beginning for Celsius. |

|  | Цельсія просто недостатньо для країни з розміром і кліматом Канади. Подивіться — вам кажуть, що 10 градусів за Цельсієм означає, що «Весна вже тут», а мінус 10 градусів за Цельсієм означає, що до біса холодно. Це означає, що пересічний канадець збирається проводити 10 місяців на рік, стрибаючи між плюс 10 і мінус 10. Це надто клаустрофобно. Оригінальний текст (англ.) Celsius simply doesn’t have the scope for a country with the size and climate of Canada. Look — they tell you that 10 degrees Celsius means ‘Spring is here’ and minus 10 degrees Celsius means it’s damned cold. That means the average Canadian is going to spend 10 months of the year bouncing between plus 10 and minus 10. It’s too claustrophobic. |

|  | Шкала Цельсія — це огидний відхід від розуму та логіки. Оригінальний текст (англ.) Celsius, an abominable departure from reason and logic. |

|  | Фаренгейт, який вірою і правдою служив людству більше двох століть, був викинутий у сміттєвий бак історії з непристойним поспіхом... Оригінальний текст (англ.) Fahrenheit, which served mankind faithfully for more than two centuries, has been tossed into the garbage can of history with indecent haste... |

У Квебеку процес переходу на метричні одиниці проходив швидше і з меншим громадським супротивом, ніж в інших частинах Канади. Причиною цього були більш тісні зв'язки провінції з «метричною» Францією.

## Зупинка переходу на метричну систему
Консервативний уряд Брайяна Малруні, що прийшов до влади в 1984-му році, вже у 1985-му припинив діяльність Метричної комісії. Цим самим був зупинений процес метризації в Канаді. Відповідні документи і вимоги були або офіційно скасовані, або їх виконання вже не вимагалося. Вимоги щодо вміння переводити з одних одиниць на інші вже не були повсюдними і обов'язковими. Вважається, що процес метризації Канади був зупинений якраз на півдорозі.
Метричну комісію замінив невеликий метричний офіс у складі Міністерства промисловості Канади. У жовтні 1985-го метричний офіс став Відділом вимірювальної інформації промисловості Канади, а кількість персоналу значно скоротилася. У квітні 1988 року Відділ вимірювальної інформації було закрито. Розпорядження Метричної комісії залишається в силі відповідно до Закону про промисловість Канади та підпорядковується Міністру в справах споживачів і корпорацій.
Проблема переходу на метричну систему загострилася після інциденту з Boeing 767 над Манітобою, коли через невірний перерахунок ваги пального з фунтів в кілограми (а потім — у літри) літак був заправлений лише на 45 % від потреби. Втім, слід зауважити, ще цей інцидент був результатом збігу двох подій — невірного розрахунку заповнення баків і несправності поплавкових індикаторів кількості пального
.

## Стан метричної системи напочатку 21-го століття
Професор Вернер Антвейлер (англ. Werner Antweiler, університет Британської Колумбії) називає сучасний стан вимірних одиниць в Канаді «мішаниною» (англ. mish-mash) з імперських і метричних вимірів.
Віддалі і швидкості зазвичай метричні. Але в будівництві переважають фути і дюйми, що частково спричинено впливом США, звідки надходить багато матеріалів та механізмів, а також консервативними традиціями архітекторів, які проєктують свої плани у футах. Винятком є дорожнє будівництво, де повністю введена метрична система, але виглядає вона незвично для європейського інженера. Наприклад, розміри на стандартних кресленнях є сумішшю переведених з імперської системи і доданих нових розмірів у метричних округлених одиницях.
| |
| Розріз приватного будинку. Загальні розміри фасаду подані у футах і метрах, деталі — лише у футах, відмітки — лише у метрах. |

|                                                                             |
| Розміри дорожнього бар'єру є переведені в метричні одиниці дюймові розміри. |

Зріст людей частіше подають у футах і дюймах, ніж у сантиметрах. Температура зазвичай вказується в градусах Цельсія, хоча побутова техніка, що продається в Канаді, має заводські установки за шкалою Фаренгейта з можливістю перемкнути на Цельсія.

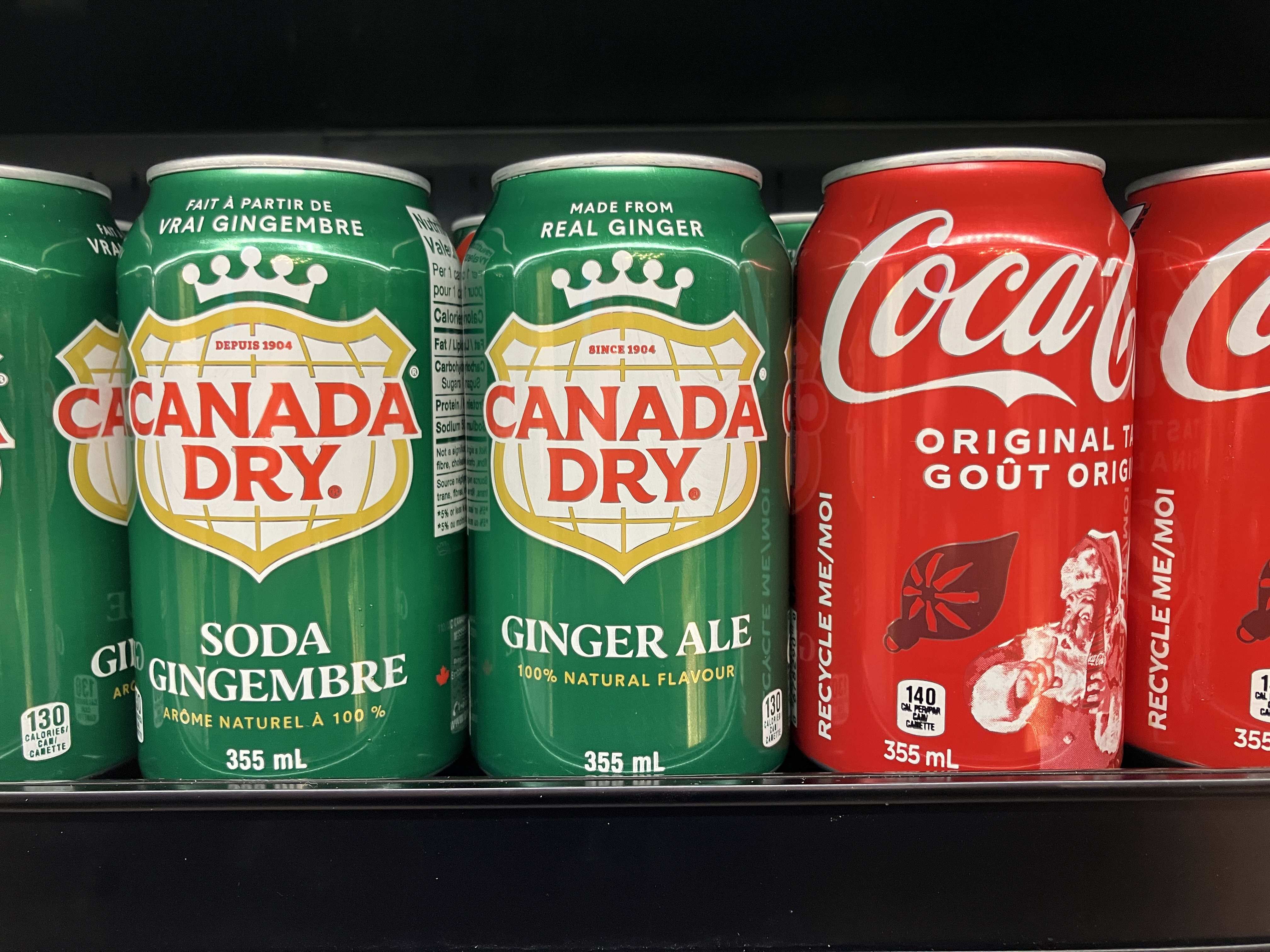
Бляшанки газованих напоїв імперського об'єму (12 унцій), переведеного у метричну систему (355 мл)

Одиниці об'ємів є мішаними. Пальне на автозаправках відпускається літрами, те ж сами і для молока. Але для різних напоїв це вже не стандарт. Кава чи вино подається в рідких унціях (28,4 мл), а алюмінієві банки часто показують вміст у мілілітрах, що відповідають оригінальному об'єму в рідких унціях. Наприклад, бляшанка на 355 мл відповідає 12 рідким унціям стандарту США.
Найменший прогрес був зроблений у зважуванні. Практично всі магазини маркують наважні продукти в доларах за фунт, а меншим шрифтом зазвичай подають еквівалент ціни за кілограм. Єдиною галуззю Канади, де метрична система повністю витіснила імперську, є енергетичний сектор. Природній газ продається за мегаджоулі і гігаджоулі, на противагу США, де використовуються британські термічні одиниці або кубічні фути.

### Громадська думка
Зараз в Канаді практично немає ініціатив завершити метризацію країни, хоча більшість фахівців і визнають її переваги. Федеральний уряд не хоче підіймати це питання на політичний рівень і втратити голоси людей, які не хочуть перевчатися на нові одиниці. Економічно це не так вже й затратно, оскільки половину шляху вже було пройдено. Фахівці стверджують, що перехід технічно не складно завершити, наводячи приклади введення десяткової системи у Великій Британії й Ірландії (1975), перехід на правосторонній рух у Швеції й Ісландії (1967 і 1968). Є й канадський досвід, коли Британська Колумбія перейшла на правосторонній рух у 1922-му році.
Втім, громадські опитування показують, що до імперської системи мають більшу симпатію літні люди, аніж молоді. 35 % 55-річних і старших канадців воліли б повністю повернутися до футів та фунтів, а серед молодих (18+34 роки) таких лише 24 %.
За результатами іншого опитування 67 % канадців вважають, що варто залишити такі змішані одиниці, 16 % воліли б вернутися до імперської системи мір, і 17 % — виступають за завершення метризації країни.
Представник міністерства промисловості Канади завважив, що уряд Канади «підтримує і заохочує використання метричної системи, але й розуміє, що деякі канадці почуваються комфортніше з імперською системою. Тому в торгівлі дозволяється використання обох систем».
Вважається, що повний перехід на метричну систему в Канаді можливий лише за умови, що так зробить і США. У найближчому майбутньому це не очікується. Зараз лише кілька агенцій США використовують метричну систему (наприклад, НАСА).

### Щодення
Канадці зазвичай використовують у побуті суміш метричних та імперських одиниць. Погоду обговорюють в градусах Цельсія, купують пальне в літрах, дотримуються швидкості у кілометрах за годину і читають віддалі на дорожних знаках і картах у кілометрах. Спідометри та одометри авто в метричних позначках, хоч багато автомобілів мають також позначки дрібнішим шрифтом у милях за годину.
Ефективність палива у двигунах внутрішнього згоряння вимірюють у літрах на 100 кілометрів і як альтернативу подають у милях на галон
.
В автосалонах у технічних параметрах автомобіля витрату пального вказують в обох системах.
Типовим випадком є вимірювання зросту та ваги людей. Новонароджені вимірюються у метричній системі і ці ж дані заносяться в особисту картку дитини, проте батькам також повідомляють вагу і зріст дитини у футах з дюймами і фунтах з унціями і саме цю вагу щасливі батьки повідомляють родичам. Проте у канадських правах водія зріст людини зазначається у сантиметрах
.
Щодо вимірів під час приготування їжі, то канадці послуговуються сумішшю двох систем, залежно від того, як подано в рецептах. Мірні ложки (чайна, столова, стакан) мають також позначки у мілілітрах.
Градуси Фаренгейта часто використовуються при випічці. Температура води в басейнах теж звично подається у Фаренгейтах.
Розміри листівок, конвертів, фотографій теж найчастіше подаються у дюймах.

### Температура

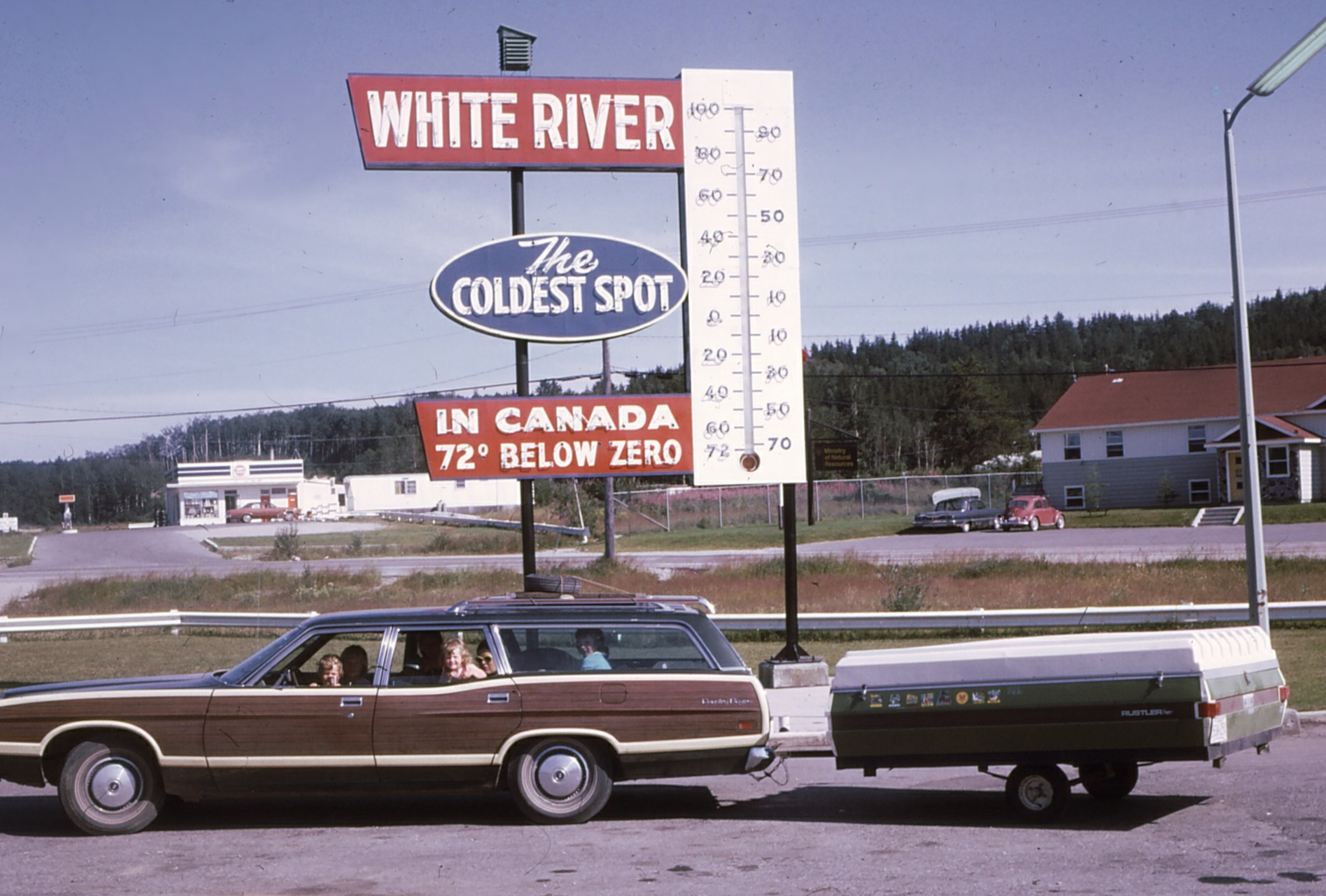
Вуличний термометр з подвійною шкалою. Уайт-Рівер, Онтаріо

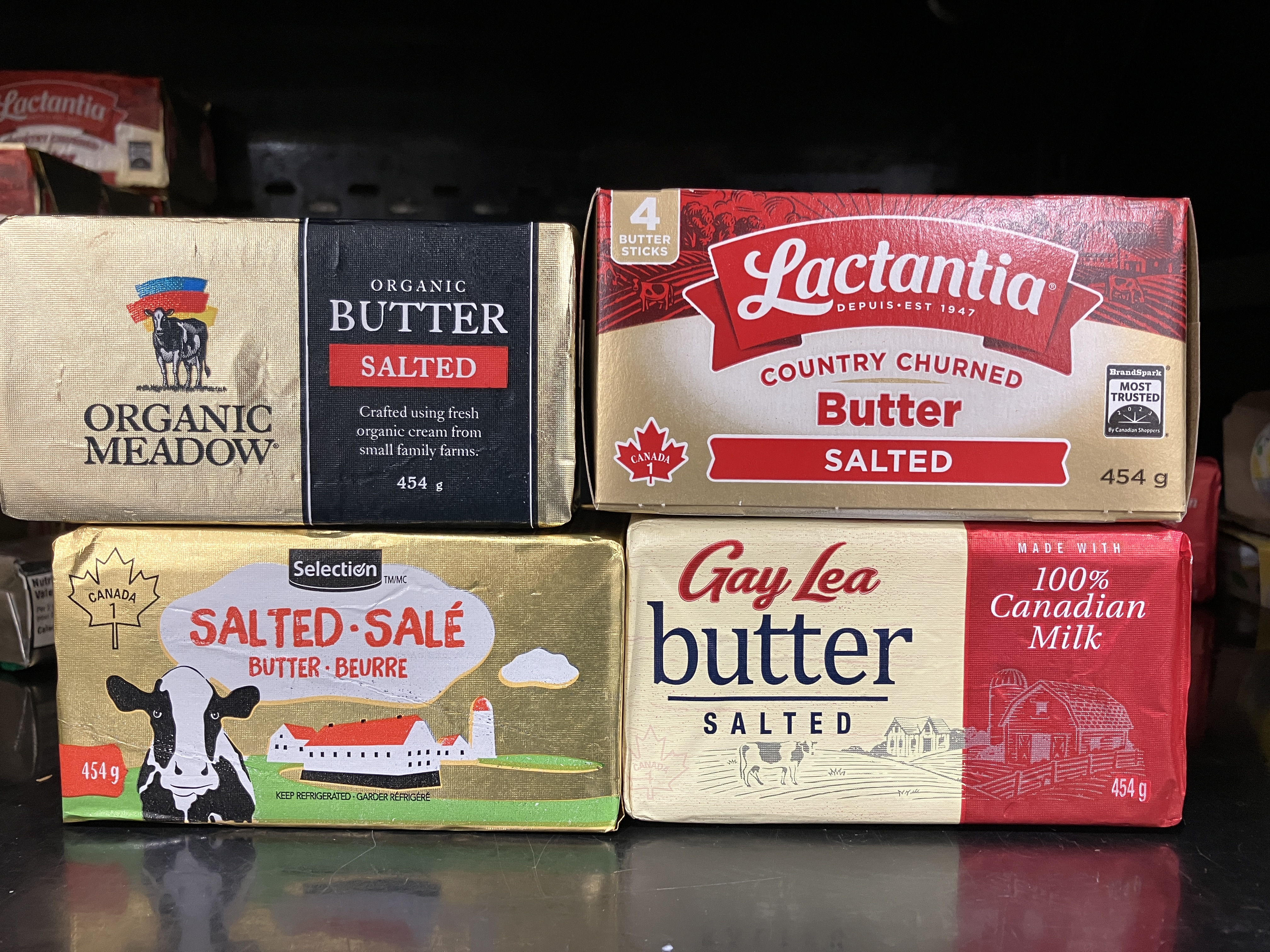
Масло розфасоване в брикети вагою в один фунт

Температура зазвичай вказується в градусах Цельсія, хоча побутова техніка, що продається в Канаді, має заводські установки за шкалою Фаренгейта з можливістю перемкнути на Цельсія.
Побутові аналогові термометри мають подвійну шкалу, а цифрові можуть перемикатися між °F і °C.
Міністерство захисту довкілля Канади пропонує, як опцію, імперську шкалу поряд з метричною.

### Продукти і роздрібна торгівля
Багато товарів продають у метричних одиницях, проте не завжди. Ціни на м'ясо, наприклад стейк, зазвичай рекламують за фунт ваги, але ціна на упаковці вказується за кілограм. Ціни на фрукти та овочі теж виставляються за фунт, з додаванням перерахунку за кілограм меншим шрифтом. Більш дорогі товари, такі як, наприклад шинка, риба, ікра оцінюються у доларах за 100 г. Багато продуктів продають розфасованими в імперських одиницях, проте з вказанням метричної ваги. Наприклад, стандартний брикет масла важить 1 фунт, але вага на упаковці зазначена у грамах (454 г). Така система називаєть «м'якою метричною» (англ. soft metric), на противагу до «жорсткої метричної» (англ. hard metric), в якій товар розфасовується в округлених метричних одиницях (об'єм, вага, довжина).
Маркування продуктів харчування подається лише у метричних одиницях, хоча порції споживання можуть бути вказані у будь-якій системі.
У ресторані вино вимірюють у літрах або пляшках, але у келихах вино вимірюють в унціях. Пляшку міцного напою на 750 мл часто називають «двадцять шістка» (англ. twenty-sixer) або «два-шість» (англ. two-six), маючи на увазі, що 750 мл приблизно рівні 26 унціям (насправді — 26,4 унції).
У закладах швидкого обслуговування (McDonald's, Starbucks, Subway) перекуски часто розважені в імперських розмірах (вага та об'єм), але у цінниках зазначені метричні одиниці.
Розміри екранів телевізорів та комп'ютерних моніторів завжди вказуються у дюймах, хоча на упаковках часто розміри діагоналей подаються і в сантиметрах. Розміри велосипедних рам та коліс — в дюймах, тиск в колесах — у фунтах на квадратний дюйм.
Стандартні кріпильні елементи — болти, гайки, шайби, шурупи, тощо — подаються в імперській системі. Ці ж деталі в метричних одиницях викладені на стелажах окремо.

### Сільське господарство

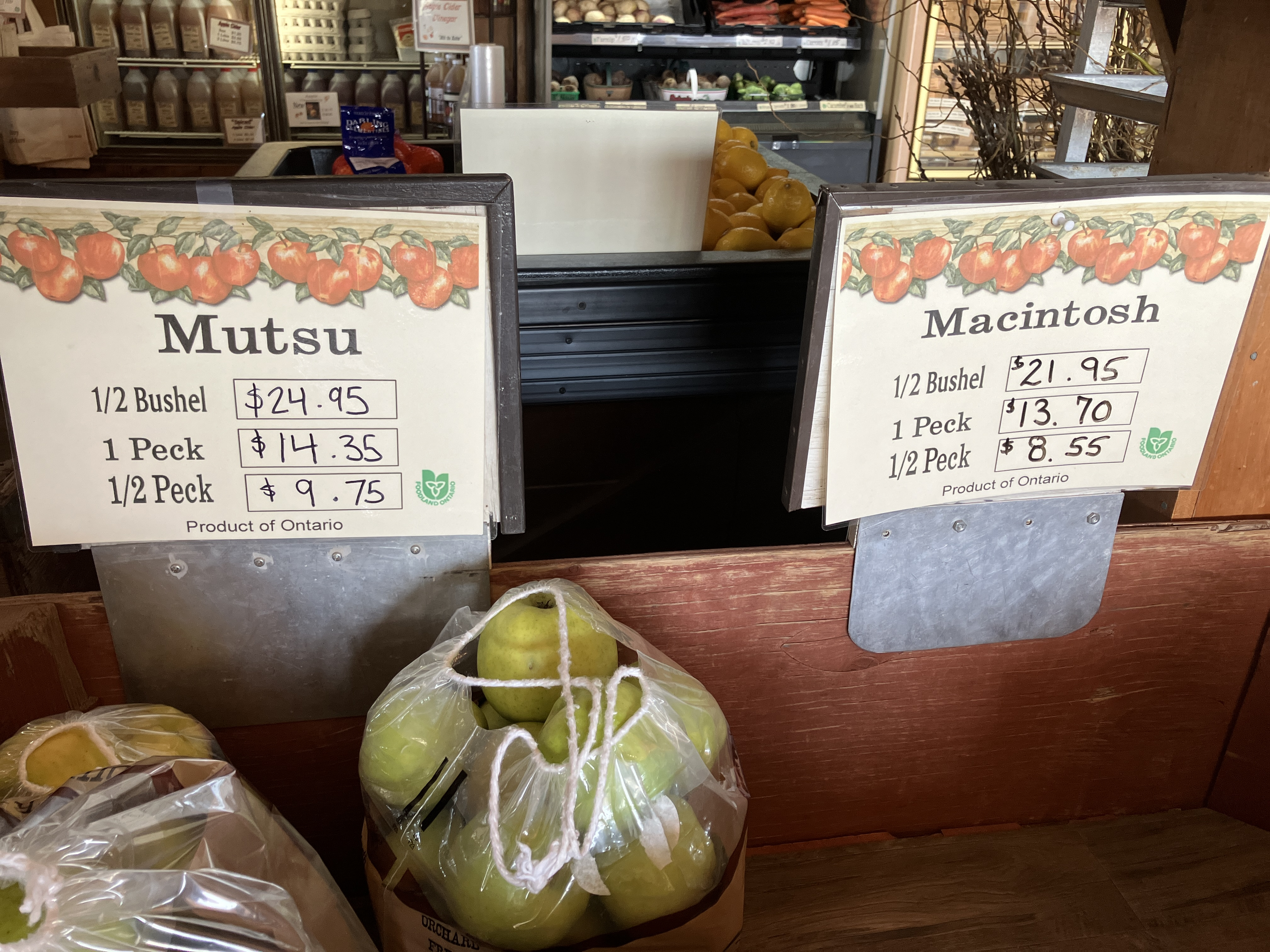
Яблука у Фермерський ринок продають бушлями і пеками.
1 бушель = 4 пеки.
Один бушель яблук важить приблизно 18 кг.

Канада використовує імперський (англ. Avery or imperial) бушель (36.369 літри) для вівса, пшениці та інших зернових, а також яблук, картоплі, тощо. Канадський бушель відрізняється від американського, який рівний 35,239 літрам.
Окрім того картоплю і худобу зважують у коротких гандредвейтах (англ. Hundredweight - cwt), які рівні сотні фунтів (45.36 кг).

### Медицина
У галузі медицини пріоритет надається метричним одиницям, хоча вони й можуть різнитися від метричних одиниць в інших країнах. Наприклад, холестерол у крові вимірюється у мілімолях на літр, а в США — у міліграмах на декалітр.
Дієтологи все ще користуються калоріями, а лікарі вимірюють тиск у міліметрах ртутного стовпчика. Хоча ці одиниці й виведені з метричних, насправді вони не є ними.

### Офісний друк

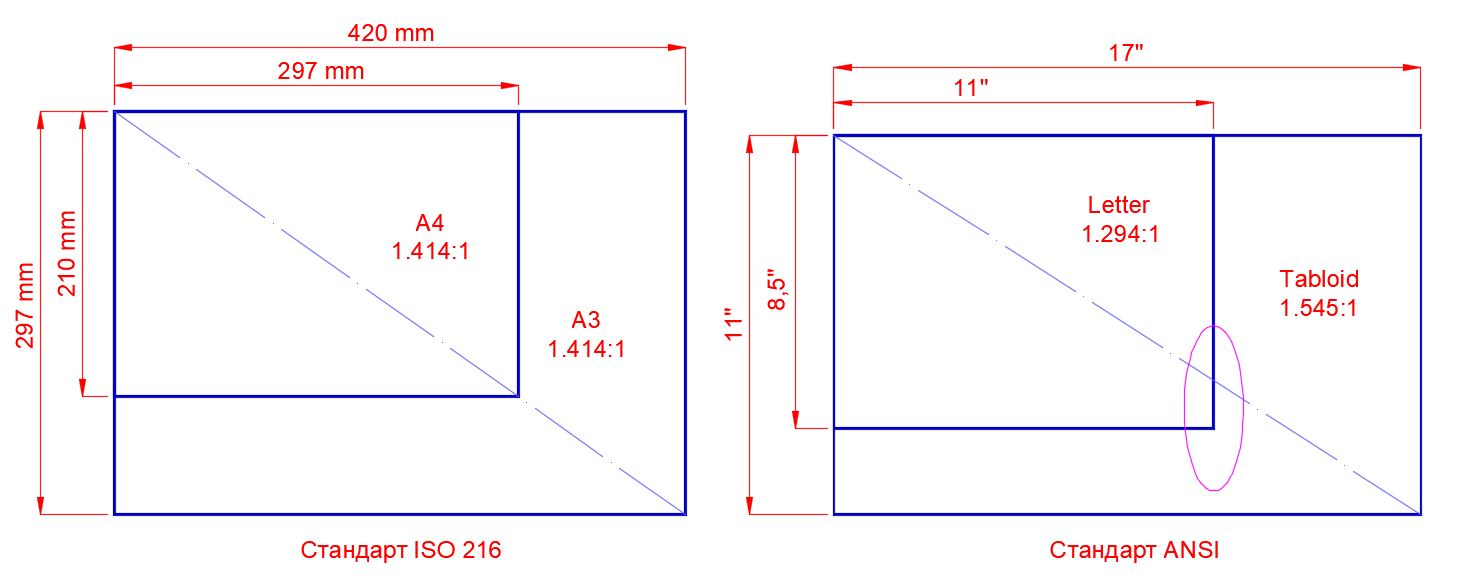
Розміри офісного паперу.
Метричний стандарт зберігає постійну пропорцію сторін.

Окремою проблемою залишається стандартизація розмірів паперу (ISO 216), що чинна у більшісті країн світу. В Канаді залишається імперський стандарт ANSI, наприклад Letter (8.5×11 дюймів) замість A4 (210×297 мм) чи Ledger/Tabloid (11×17 дюймів) замість А3 (297x420 мм). Перехід на метричні розміри паперу полягає не лише в зміні одиниць вимірювань, але й у фізичній зміні розмірів листів. Практично у перші ж дні впровадження стандарту ISO-216 виявилася проблема несумісності — нові листи не поміщалися в конверти, папки, коробки, стелажі, які були розраховані на імперські одиниці. Тому організації дуже швидко відмовилися від форматів А і продовжили використання старих розмірів. У наслідку — креслення (наприклад металевої конструкції), виконані у метричній системі, роздруковуються на листах імперського формату. Це спричиняє незручності при масштабуванні креслень, оскільки листи за імперським стандартом ANSI не мають постійного коефіцієнта пропорції сторін.

### Наземний та повітряний транспорт
За замовчуванням, дорожні знаки показують обмеження швидкості в км/год. Проте з огляду на те що до Канади приїжджає багато автомобілей зі США (як приватних, так і комерційних), правила передбачають добавляння до знаків одиниць вимірювання. Такі знаки встановлюються на автомагістралях та головних дорогах, біля аеропортів, морських портів, у прикордонних населених пунктах.
Залізниця — Канадська національна залізниця та Тихоокеанська залізниця (англ. Canadian Pacific Kansas City) — використовує виключно милі, а метрополітен і легкорейковий транспорт впровадили метри і кілометри. Водночас геометрія вагонів подається виключно у футах, а їх вага — в американських (коротких) тоннах (907,18 кг).
В аеропортах багаж обмірюють у сантиметрах і зважують у кілограмах.
Проте довжини злітних смуг подаються у футах і швидкості — у вузлах
, як і в США. Висоти подають у футах, як у більшості «метричних» країн.

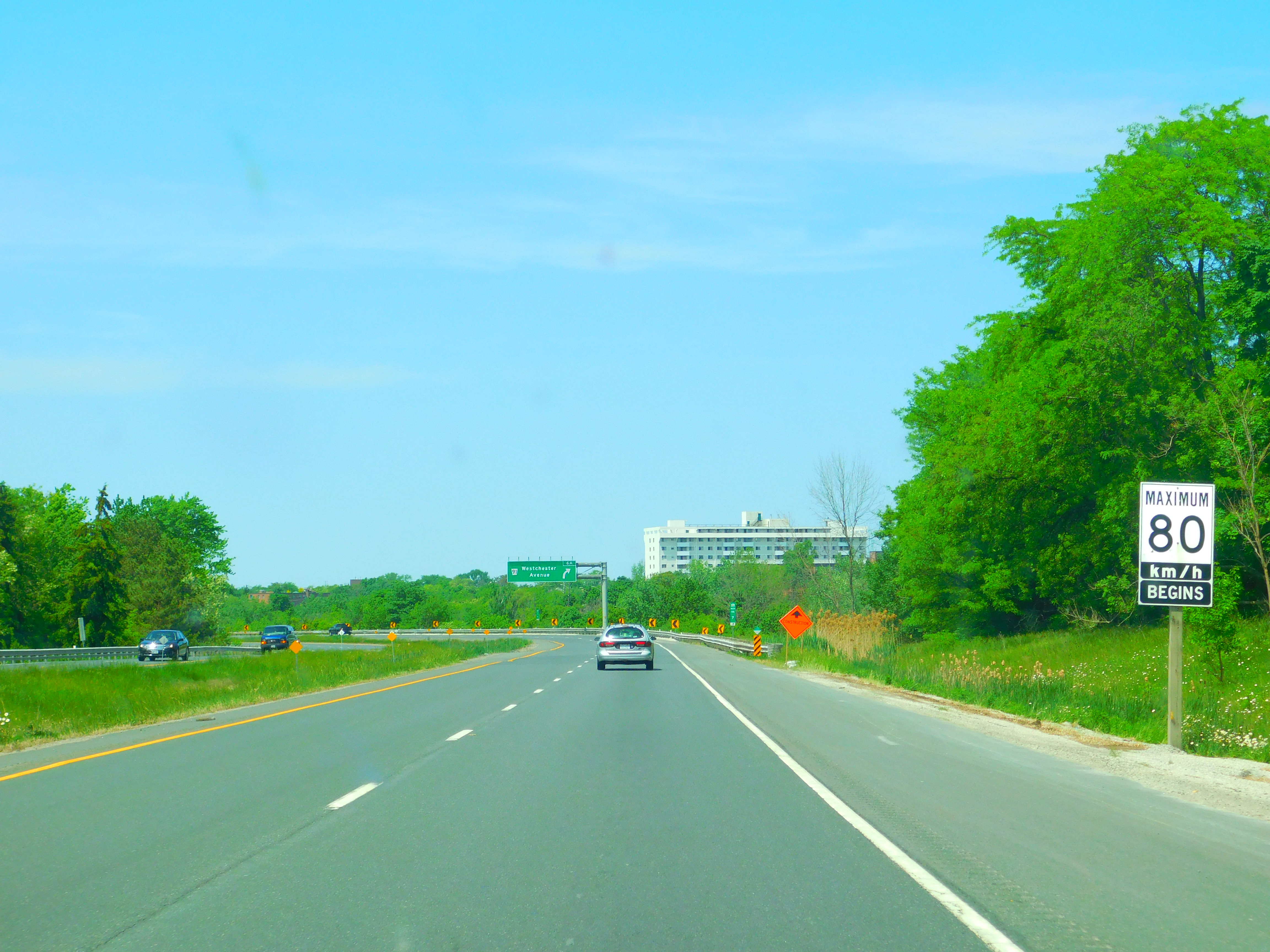
Знак обмеження швидкості на автомагістралі HWY406, (Онтаріо). Вказані одиниці вимірювання.
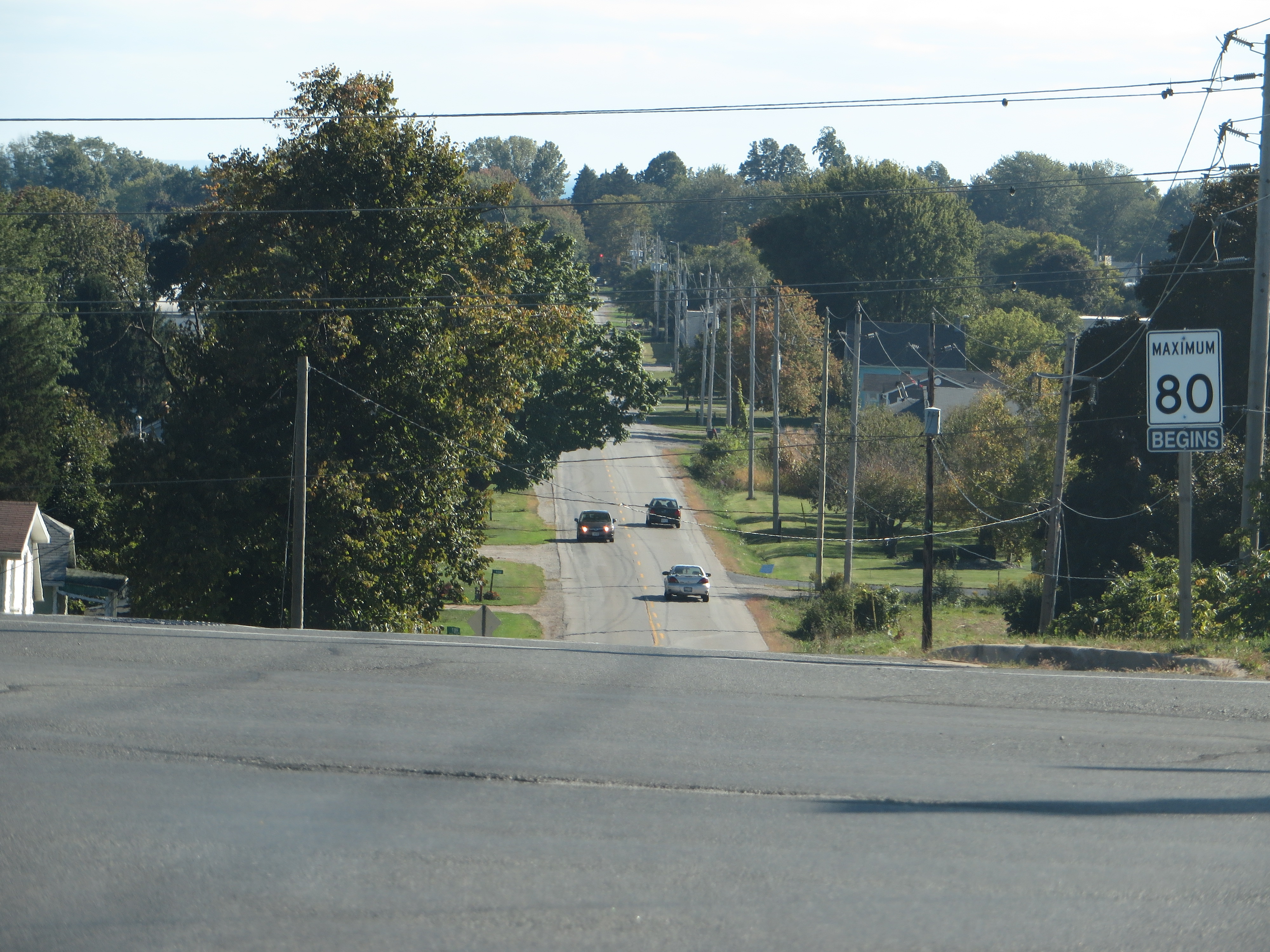
Знак обмеження швидкості на місцевій дорозі (Онтаріо). Одиниці вимірювання не вказані.
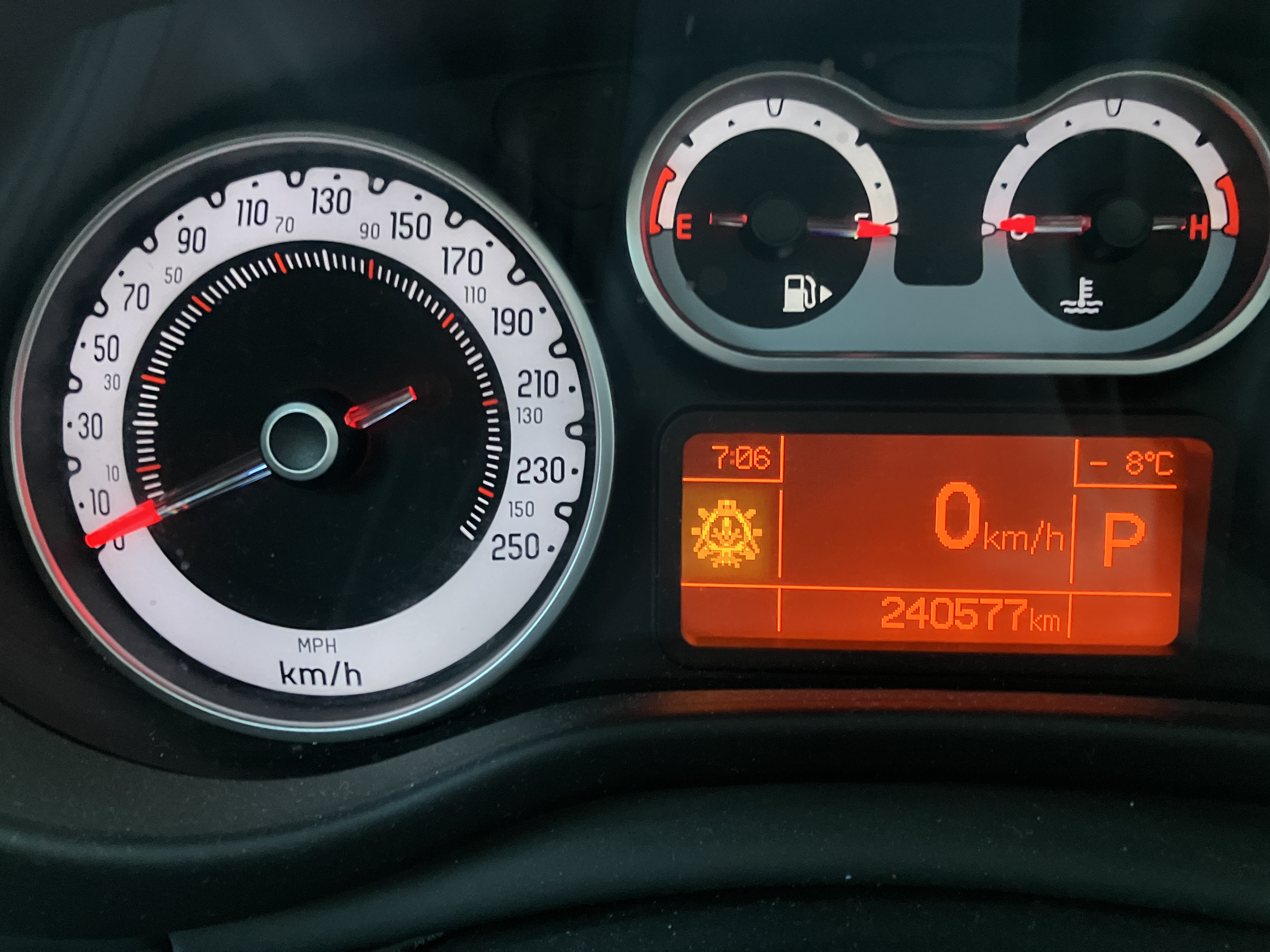
Спідометр автомобіля з подвійною шкалою швидкостей.
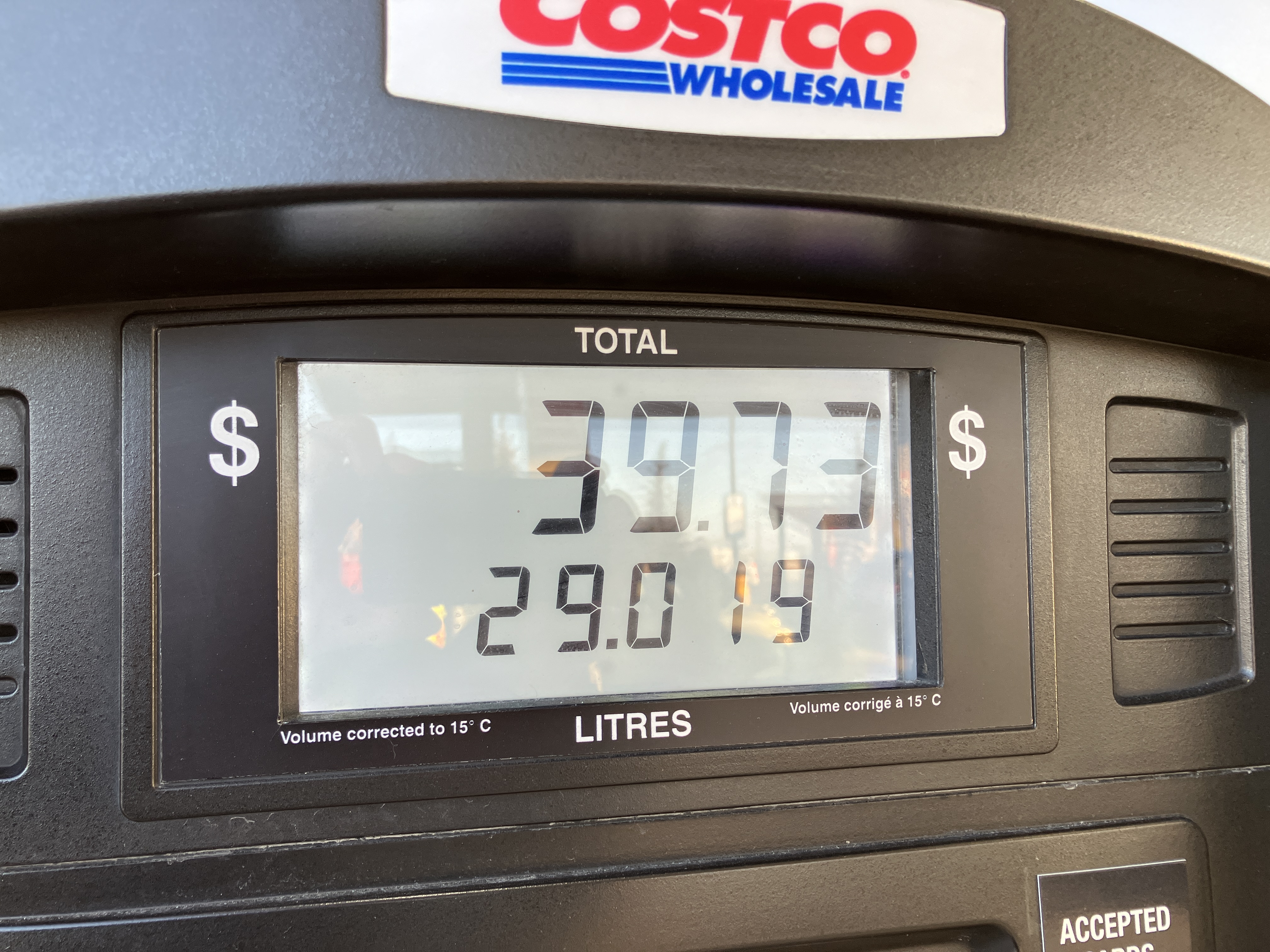
Пальнороздавальна колонка відмірює пальне в літрах.

### Геодезія та землеволодіння

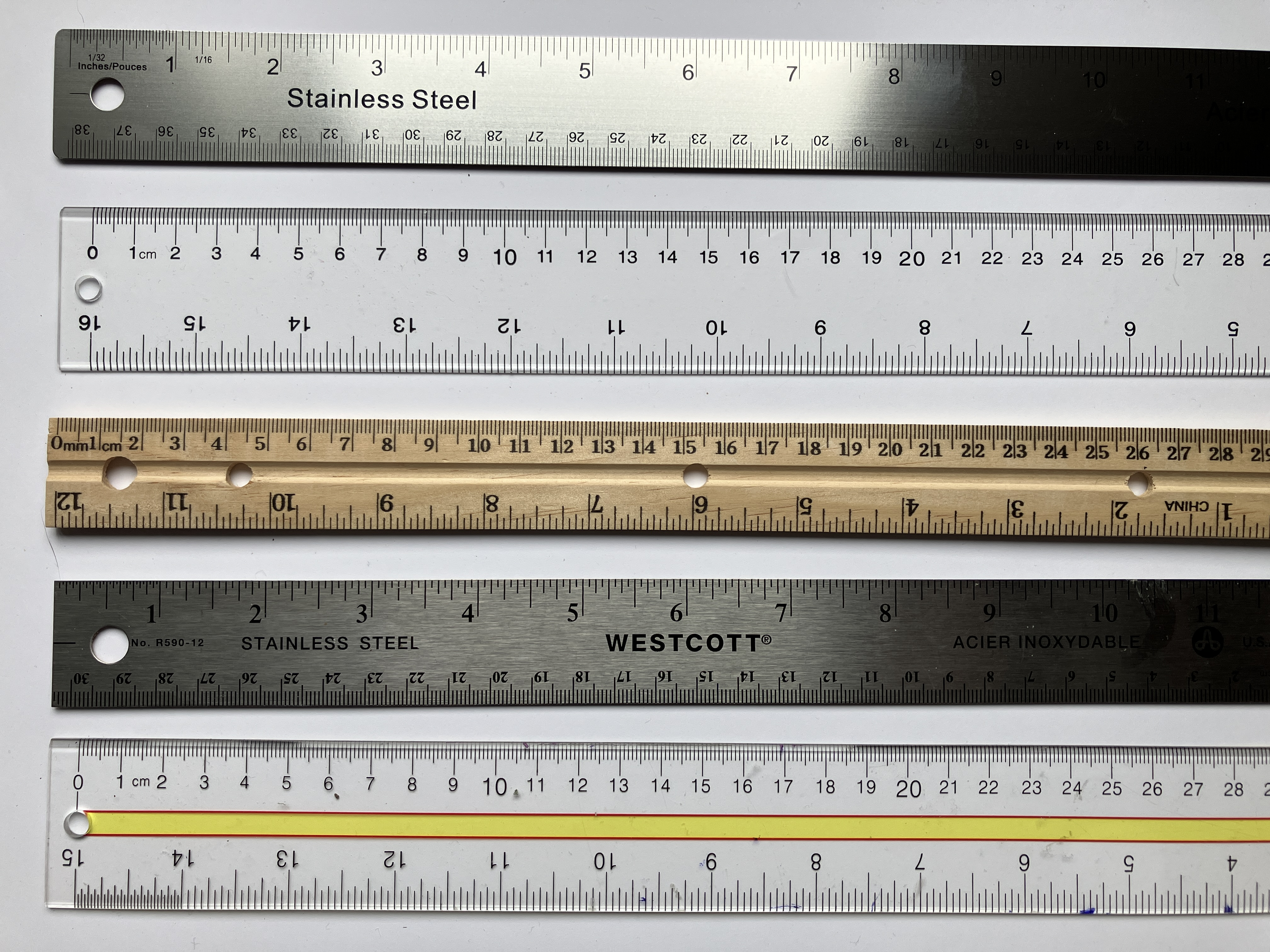
Шкільні лінійки з подвійною шкалою

Геодезичні виміри здійснюються лише в метричній системі. Навіть якщо на плані місцевості подані розміри у футах чи дюймах, висотні відмітки та геодезичні координати завжди є метричними. Навіть унікальна канадська картографічна проєкція MTM (англ. Modified Transverse Mercator) теж є метричною

### Освіта
В освітніх закладах майже повністю вживається метрична система. Однак у 2005 році провінція Онтаріо відступила від урядових рекомендацій та оголосила про зміни в старших класах школи (9-12 класи), де програма буде дозволяти вивчення імперської системи вимірів.
Це було зроблено через опір частини приватного бізнесу перейти на метричну систему і через труднощі, з якими стикаються випускники шкіл, що йдуть після школи працювати. Багато інших провінцій та територій Канади теж включають імперську систему до навчальних програм

.